# Пинлэ
Пинлэ́ (кит. упр. 平乐, пиньинь Pínglè) — уезд городского округа Гуйлинь Гуанси-Чжуанского автономного района (КНР).

## История
Уезд был создан ещё в 265 году, в эпоху Троецарствия, когда эти земли входили в состав государства У. В 695 году из него был выделен уезд Юнпин (永平县), но в 971 году уезд Юнпин был вновь присоединён к уезду Пинлэ.
В составе КНР в 1949 году был образован Специальный район Пинлэ (平乐专区) провинции Гуанси, и уезд вошёл в его состав. В 1958 году провинция Гуанси была преобразована в Гуанси-Чжуанский автономный район; Специальный район Пинлэ был при этом расформирован, и уезд перешёл в состав Специального района Гуйлинь (桂林专区).  В 1971 году Специальный район Гуйлинь был переименован в Округ Гуйлинь (桂林地区).
Постановлением Госсовета КНР от 27 августа 1998 года город Гуйлинь и Округ Гуйлинь были объединены в Городской округ Гуйлинь.

## Административное деление
Уезд делится на 6 посёлков, 3 волости и 1 национальную волость.